# Estação Jacques Bonsergent
Jacques Bonsergent é uma estação da linha 5 do Metrô de Paris, localizada no 10.º arrondissement de Paris.

## História
A estação foi aberta em 17 de dezembro de 1906, sob o nome de Lancry, como terminal Norte da linha 5. Em 15 de novembro de 1907, o terminal foi movido para Gare du Nord.
Lancry é o nome de família do proprietário do lugar em que a rua foi aberta em 1777.
Em 10 de fevereiro de 1946, ela levou o nome de Jacques Bonsergent, consecutivamente à atribuição do nome da place Jacques-Bonsergent na interseção da rue Lucien-Sampaix, da rue de Lancry e da rue Albert-Thomas com o boulevard de Magenta, na qual a estação está implantada. Jacques Bonsergent era um engenheiro de Artes e Ofícios, o primeiro fuzilado de Paris durante a Segunda Guerra Mundial, aos 28 anos, em 23 de dezembro de 1940.
Outras estações na rede têm visto também mudar de nome, após a Segunda Guerra Mundial, para honrar a memória dos combatentes da resistência mortos pela França (Charles Michels, Guy Môquet, Marx Dormoy, Corentin Cariou).
Em 2016, de acordo com estimativas da RATP, a frequência anual da estação é de 2 569 940 passageiros o que a coloca na 208ª posição das estações de metrô por sua frequência em 302.

## Serviços aos Passageiros

### Acessos
A estação tem dois acessos no nº 19 e nº 30 do boulevard de Magenta.

### Intermodalidade
A estação é servida pelas linhas 56 e 65 da rede de ônibus RATP e, à noite, pelas linhas N01 e N02 da rede Noctilien.

## Pontos turísticos
- Prefeitura do 10.º arrondissement
- Canal Saint-Martin